# Цінгі-де-Бемарага
Цінгі-де-Бемарага, Цінгі-дю-Бемараха (фр. Réserve naturelle intégrale du Tsingy de Bemaraha) — заповідник розташований на західному узбережжі Мадагаскару в області Мелакі, провінція Махадзанга. Це вапнякове плато, засіяне шпилями з жовтого вапняку, які утворюють справжній «кам'яний ліс». Заповідник розташований приблизно за 80 км від західного узбережжя Мадагаскару, простягнувшись від плато Бемараха до річки Манамбулу. Національний Парк Цінгі-де-Бемарага разом з унікальним «лісом» займає площу в 152 тис. га.

## Назва
З місцевого діалекту назва перекладається приблизно як «ходити навшпиньки». Це тому, що тут практично немає рівного шматочка землі, за яким можна спокійно пройти, ось весь час і доводиться ходити навшпиньки, перестрибуючи через ущелини і обходячи шпилі, що стирчать із землі.

## Опис
Цінжі-де-Бемараха — це унікальне для Мадагаскару утворення з мінералів, що виникло в результаті ерозії. Остаточно сформувався близько 1 мільйона років тому під впливом ерозії потужних океанічних течій — у той час Цінгі-де-Бемарага розташовувалось на дні Індійського океану, а після підняття на поверхню за роботу взялися дощі і вітер. З часом це призвело до утворення приголомшливо красивих карстових ландшафтів і 30-метрових голок вапняку, які підносяться в небо. Деякі досягають висоти п'ятдесяти метрів і порізані каньйонами і вузькими ущелинами.
Вершини розташовані так близько один до одного, що район стає фактично непрохідним для людини, але не для лемурів, яких там безліч. Ці милі моторні істоти виглядають абсолютно дивно на тлі навколишнього їх скелястій і суворої місцевості. Місцеві люди кажуть, що у всій цій області навряд чи знайдеш шматок рівної землі, досить великий, щоб поставити на нього ногу, — фактор, що допомагає врятувати хоча б частину рослин і тварин Мадагаскару від знищення.
Це єдине місце проживання величезної кількості диких тварин і рослин, деякі з яких знаходяться під загрозою зникнення і охороняються. У фауні парку — багато рідкісних видів птахів, плазунів, різні види лемурів (варі, макі, лемур котячий) і їхніх більших родичів індрі (короткохвостий індрі і сіфака). Численні джерела, що беруть початок біля підніжжя кам'яних стовпів, є важливим джерелом питної води для прилеглих територій, особливо західних. Тут ростуть незаймані тропічні листопадні ліси і чагарники ксерофітних рослин — лілійних, бобових і молочайних.

## Національний парк
Цінгі-де-Бемарага оголошений національним заповідником в 1927 році, був включений ЮНЕСКО до списку об'єктів всесвітньої спадщини в 1990 році. Частина парку була відкрита для відвідувачів у 1998 році. Національний парк Цінжі-де-Бемараха складається з двох частин — маленькі цінжі і великі цінжі. Маленькі розташовані біля входу в парк. До великих потрібно їхати ще 17 кілометрів від входу в парк.
Східний кордон заповідних територій проходить по плато Бемараха, який височить на 400 метрів над долиною річки Монамболо. Північна частина цих земель найближче до населених пунктів, і доступніша для відвідування. Вона являє собою поєднання хвилястих пагорбів і жовтих вапнякових шпилів і зубців.